# Võhma (Orissaare)
Võhma – wieś w Estonii, w prowincji Sarema, w gminie Orissaare. 1 stycznia 2008 roku wieś zamieszkiwało 15 osób.